# 武令珣
武令珣，安史之乱期间效力燕军的叛将。
天宝十载（751年）前后，武令珣效力河东、范阳、平卢节度使安禄山，为其爪牙。
天宝十四载（755年），安禄山叛乱。十二月，陷荥阳，杀太守崔无诐，以武令珣守之。天宝十五载（756年），安禄山称大燕皇帝。南阳节度使鲁炅立栅于滍水之南，率岭南、黔中、山南东道军五万防守，三月，武令珣与燕将毕思琛攻之，五月兵到，交战于叶县城北枌河，众人欲出战，鲁炅不许。燕军于营西顺风烧烟，唐营内坐立不得，士兵顶着木头争相出逃，贼军矢集如雨，鲁炅与中使薛道等挺身遁走，余众都被消灭。岭南节度使何履光、黔中节度使赵国珍、襄阳太守徐浩未至，裨将岭南、黔中、荆襄子弟半数在军，多怀抱金银为资粮，军资器械都丢弃在道路，堆积如山。从此燕军巨富。武令珣被安禄山任为豫州刺史，继续攻城数月，果毅别将曲环拒战其数十合，功居多，得超授左清道率。至德二载（757年）三月，有鹊在南阳城中筑巢，被炮击中多次，仍等孵出小鸟了才离去。四月，有赤黄色长数十丈的大星光照大地，坠入武令珣军营中。当时还有白雾四塞。武令珣攻城未克而撤军，燕将田承嗣再攻南阳，克之。
十月，田承嗣围攻颍川时遣使向唐将郭子仪投降，郭子仪没有及时回应，于是田承嗣复叛，与武令珣逃回河北。安禄山之子和继承人安庆绪逃到鄴郡，改鄴郡为安成府，改元天成，从骑不过三百，步卒不过千人，诸将阿史那承庆等散投常山、赵郡、范阳。此后十日间，蔡希德、田承嗣、武令珣分别从上党、颍川、南阳率所部兵归之，又召募河北诸郡人，军队达到六万，军声复振。
此后没有武令珣的记载。